# Amphoe Pho Si Suwan
Amphoe Pho Si Suwan (in Thai อำเภอ โพธิ์ศรีสุวรรณ) ist ein Landkreis (Amphoe – Verwaltungs-Distrikt) im Nordwesten der Provinz Si Sa Ket. Die Provinz Si Sa Ket liegt in der Nordostregion von Thailand, dem so genannten Isan. 

## Geographie
Amphoe Pho Si Suwan grenzt an die folgenden Distrikte (von Norden im Uhrzeigersinn): an die Amphoe Bueng Bun, Uthumphon Phisai und Mueang Chan in der Provinz Si Sa Ket, sowie an Amphoe Rattanaburi der Provinz Surin.

## Geschichte
Pho Si Suwan wurde am 30. April 1994 zunächst als „Zweigkreis“ (King Amphoe) eingerichtet, indem er vom Amphoe Uthumphon Phisai abgespalten wurde.
Am 15. Mai 2007 hatte die thailändische Regierung beschlossen, alle 81 King Amphoe in den einfachen Amphoe-Status zu erheben, um die Verwaltung zu vereinheitlichen.
Mit der Veröffentlichung in der Royal Gazette „Issue 124 chapter 46“ vom 24. August 2007 trat dieser Beschluss offiziell in Kraft.

## Verwaltung

### Provinzverwaltung
Der Landkreis Pho Si Suwan ist in fünf Tambon („Unterbezirke“ oder „Gemeinden“) eingeteilt, die sich weiter in 80 Muban („Dörfer“) unterteilen.
| Nr. | Name     | Thai   | Muban | Einw. |
| --- | -------- | ------ | ----- | ----- |
| 1.  | Dot      | โดด    | 25    | 8.194 |
| 2.  | Siao     | เสียว   | 17    | 4.479 |
| 3.  | Nong Ma  | หนองม้า | 12    | 3.546 |
| 4.  | Phue Yai | ผือใหญ่  | 14    | 4.672 |
| 5.  | I Se     | อีเซ    | 12    | 3.020 |

### Lokalverwaltung
Es gibt zwei Kommunen mit „Kleinstadt“-Status (Thesaban Tambon) im Landkreis:
- Dot (Thai: เทศบาลตำบลโดด) besteht aus dem ganzen Tambon Dot.
- Phue Yai (Thai: เทศบาลตำบลผือใหญ่) besteht aus dem ganzen Tambon Phue Yai.

Außerdem gibt es drei „Tambon-Verwaltungsorganisationen“ (องค์การบริหารส่วนตำบล – Tambon Administrative Organizations, TAO):
- Siao (Thai: องค์การบริหารส่วนตำบลเสียว)
- Nong Ma (Thai: องค์การบริหารส่วนตำบลหนองม้า)
- I Se (Thai: องค์การบริหารส่วนตำบลอีเซ)